# لایتس

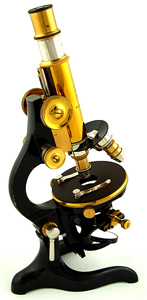
میکروسکپ تولید شده در سال (۱۹۰۹)

شرکت لایتس در سال ۱۸۶۹ توسط ارنست لایتس به عنوان ادامهٔ شرکتی که توسط کارل کلر در سال ۱۸۴۹ در شهر وتسلار آلمان تأسیس شده بود، پایه‌گذاری شد. این شرکت به سرعت به شرکتی پیشرو در صنعت میکروسکوپ سازی، همچنین از سال ۱۹۲۴ در صنعت دوربین سازی، تبدیل شد. پس از در هم آمیزی این شرکتها در سال ۱۹۸۶ و ۱۹۹۰، گروه بزرگی به نام لایکا به وجود آمد که آن هم در سال ۱۹۹۶–۱۹۹۷ به سه شرکت جداگانه تقسیم شد، که هر کدام در حوزهٔ ساخت میکروسکوپ، دوربین و دوربین نقشه‌برداری با نامهای لایکا مایکرو سیستمز، لایکا کمرا و لایکا ژئو سیستمز، تا به امروز فعالیت می‌کنند.

## 1920 bis 1970

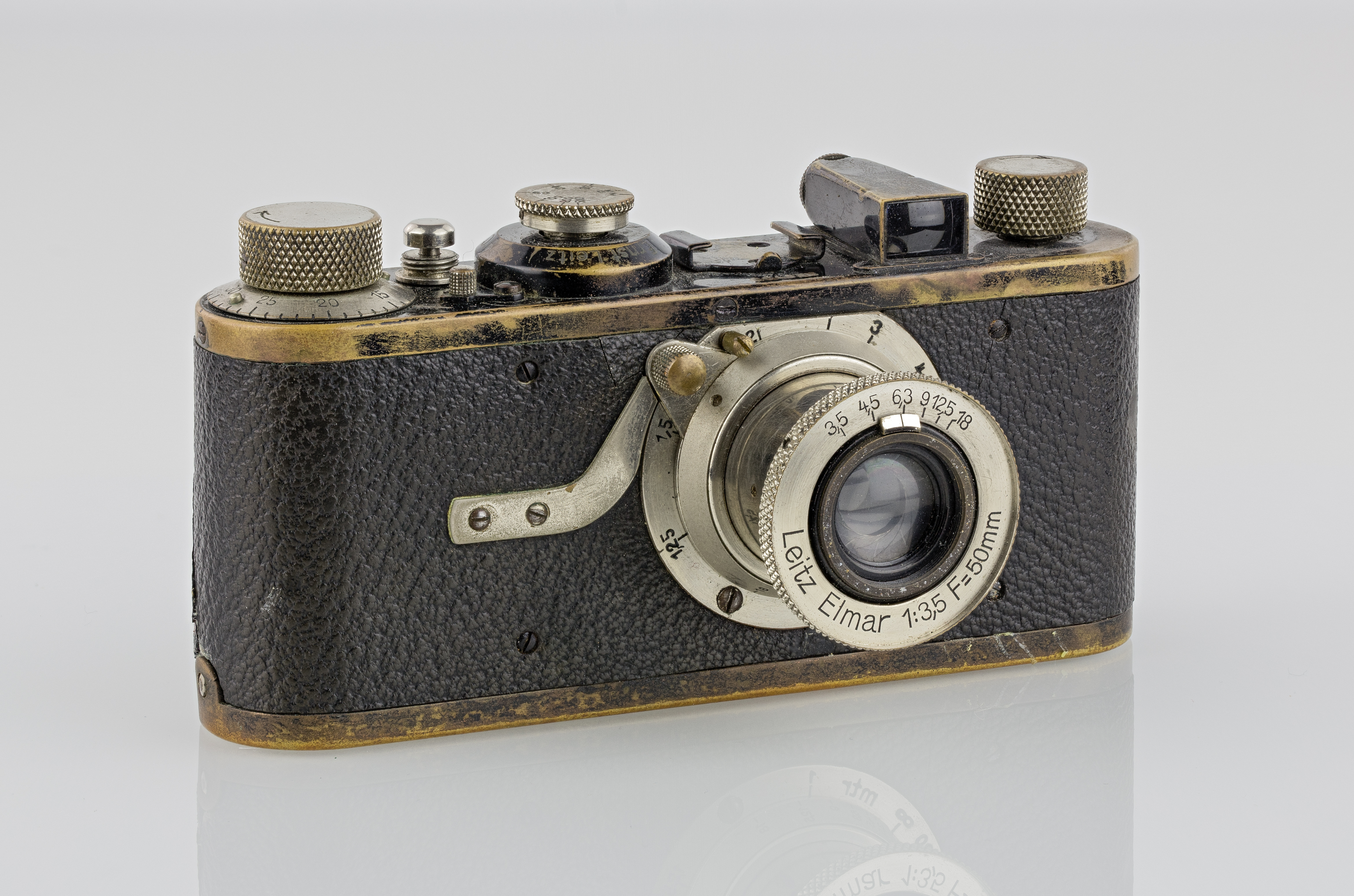
لایکا من، 1927 لنز لایتز المار 1: 3،5F = 5CM
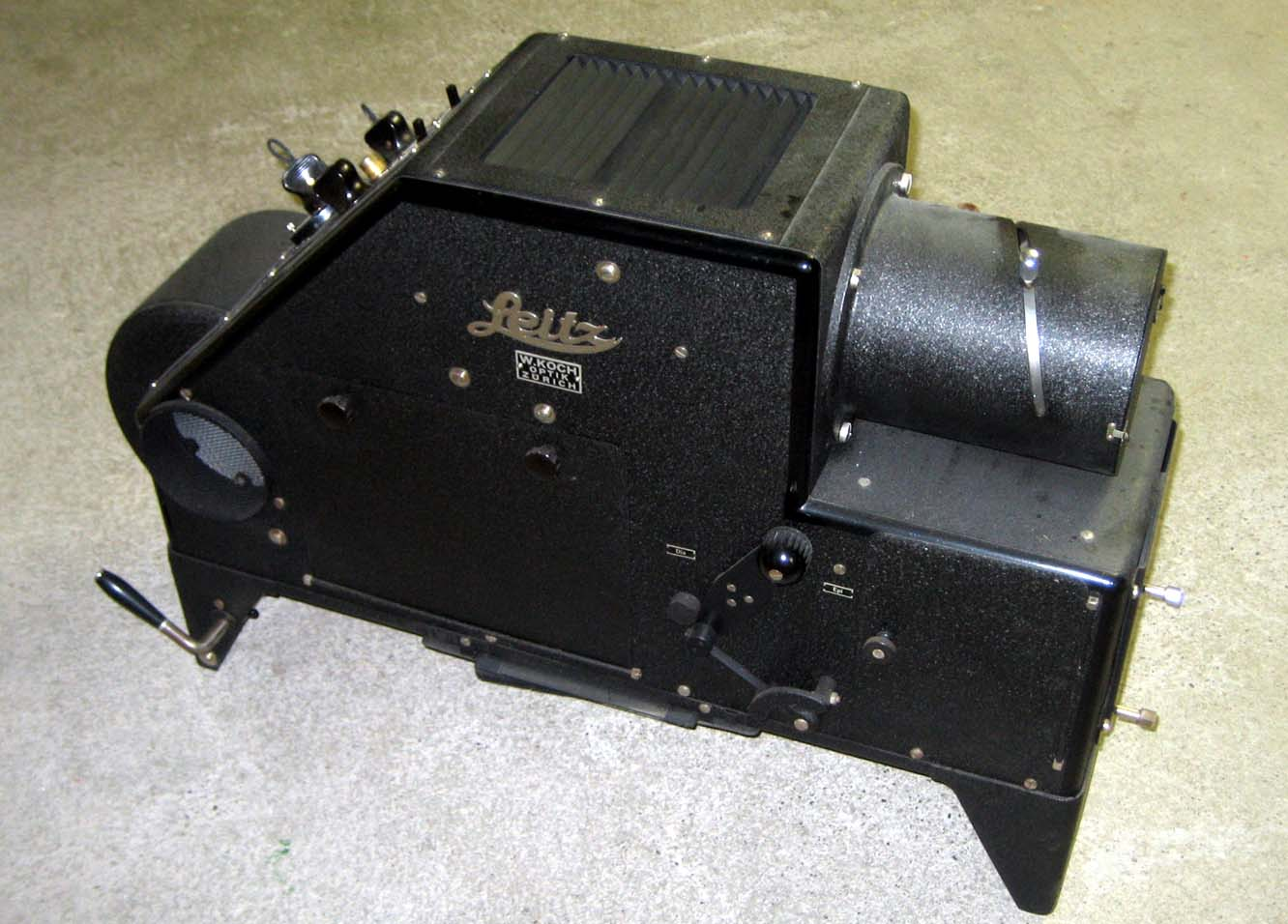
قدیمی Episkop لایتز
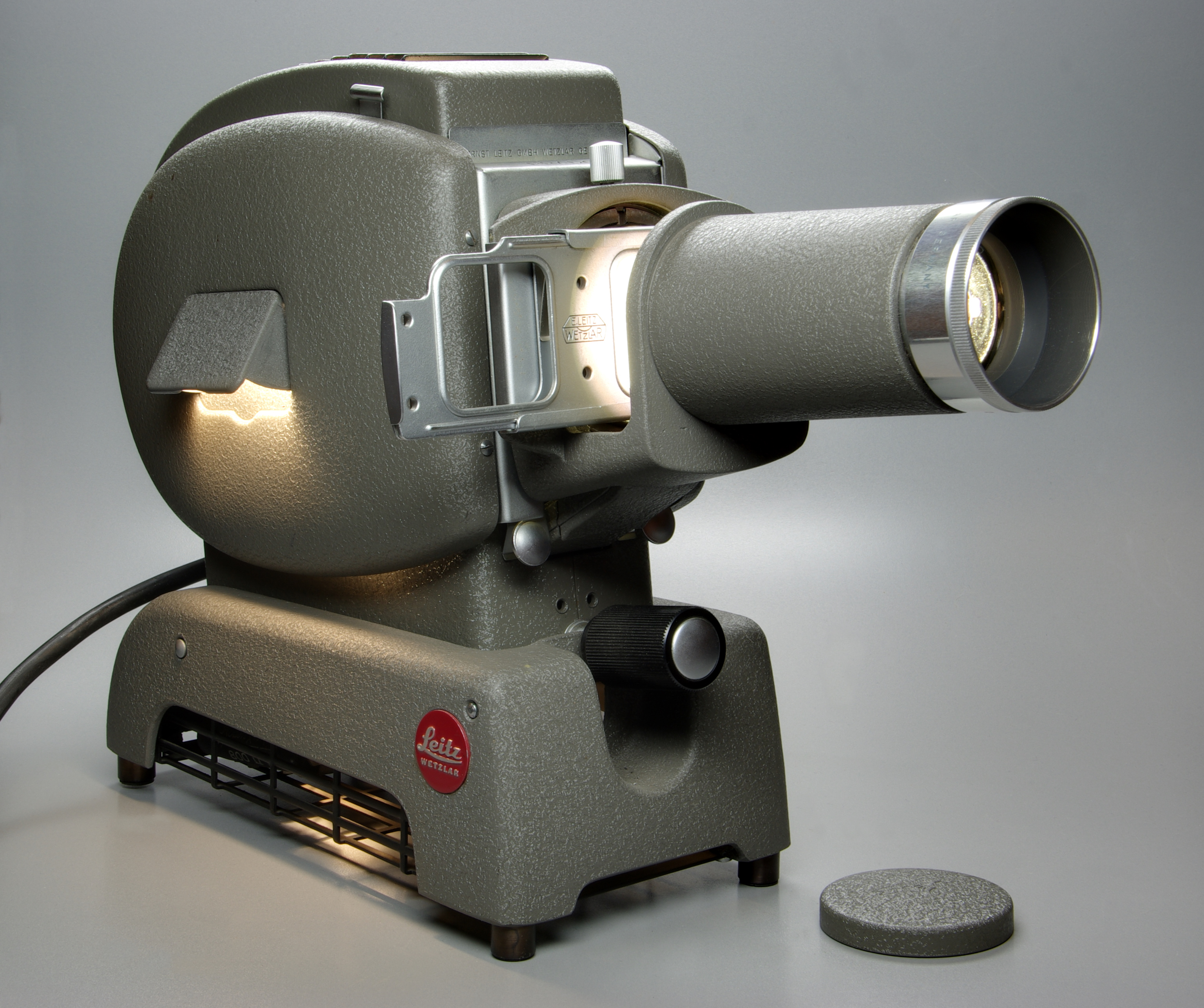
لایتز پرادو پروژکتور اسلاید
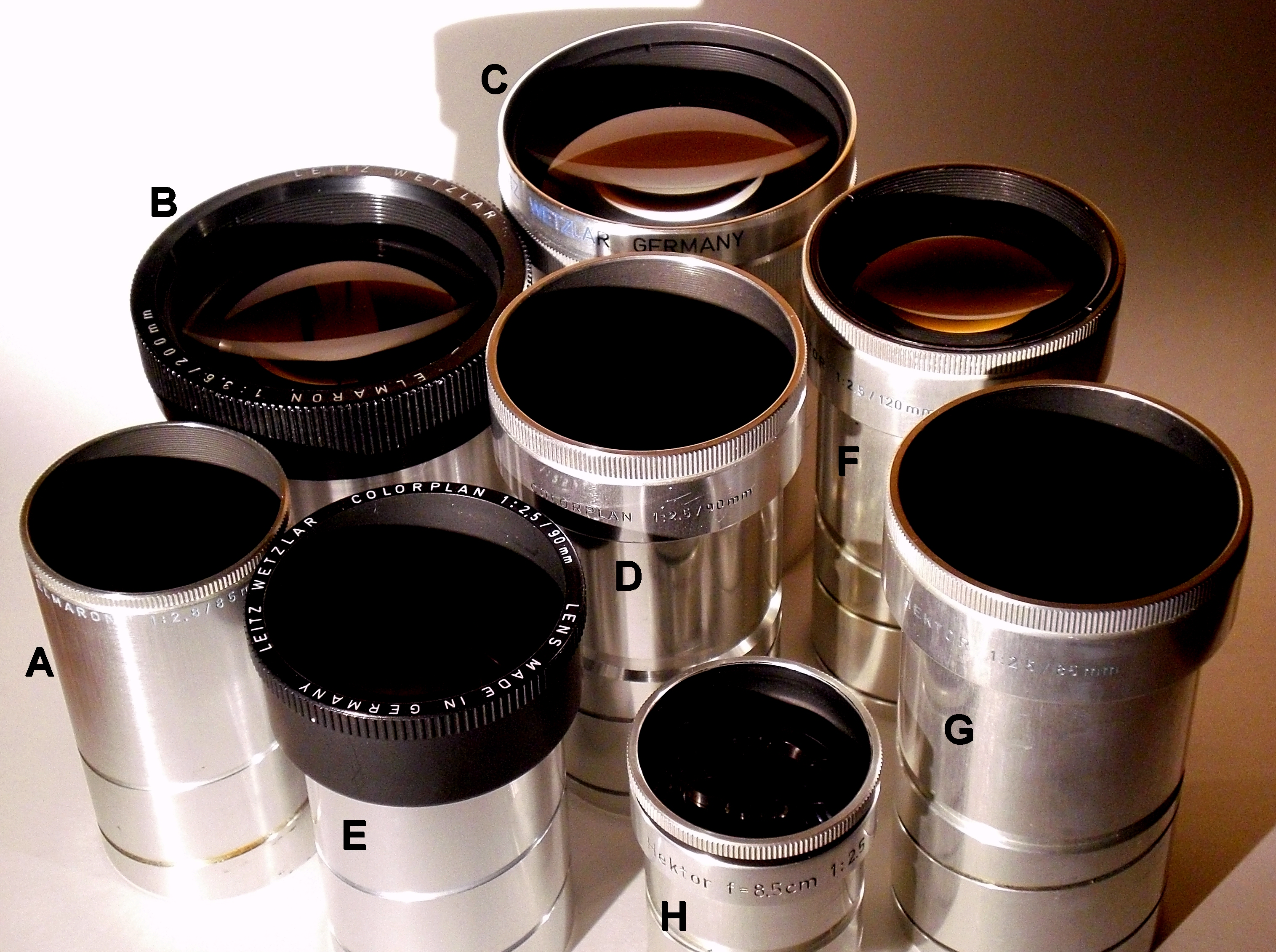
، طرح رنگ (D / E)، هکتور (FH) لنز طرح ریزی
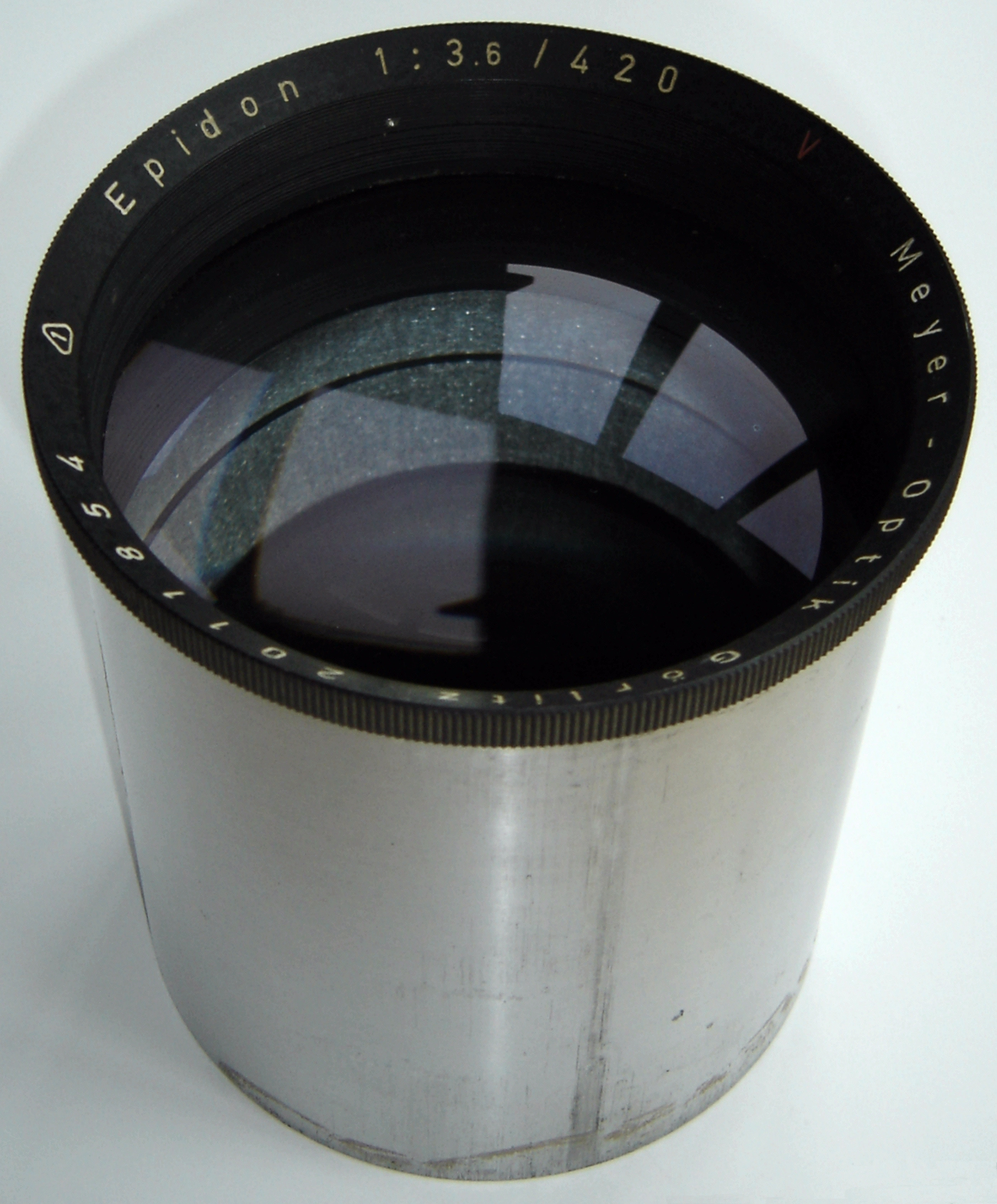
کوک سه‌گانه F3.6 / 420 به عنوان لنز طرح episcope

## منبع
- مشارکت‌کنندگان ویکی‌پدیا. «Leitz Optik». در دانشنامهٔ ویکی‌پدیای آلمانی .